# Кальбе (Мільде)
Кальбе (нім. Kalbe) — місто в Німеччині, розташоване в землі Саксонія-Ангальт. Входить до складу району Зальцведель.
Площа — 272,51 км2. Населення становить 7488 ос. (станом на 31 грудня 2021).